# Sicart VI de Lautrec
Sicart VI de Lautrec (c. 1200 - 1235), conegut com a Capbertran, fou vescomte de Lautrec del 1219 al 1226 - 1235. També va ser senyor de Montredond, Sant Germièr, Ambres i Montfan. Tanmateix, només posseïa la meitat del vescomtat de Lautrec, ja que el va compartir amb el seu germà Bertran I.

## Biografia
Membre de la família Lautrec, Sicart VI era fill de Frotard III de Lautrec.
Va lluitar durant la croada albigesa al vàndol dels croats de Simó de Montfort. Es va casar amb Agnès, germana de Robert de Mauvoisin, un dels lloctinents de Montfort. Tot i així el seu germà Bertran no va fer mai costat a la croada i lluitarà tota la guerra al costat de la noblesa local.
El 1219, va ser present a la batalla de Basieèja, d'on en va poder sobreviure fugint cap a Lautrec. Amb la mort del seu pare el 1219 va heretar la meitat del vescomtat.
L'any 1224, Sicart VI es va allunyar dels croats per aliar-se amb Ramon VII de Tolosa; Sicart i se l'esmenta al costat del comte al Carcí, l'Albiès o Salvanhac. El 1226, el vescomtat de Lautrec va ser confiscat als dos germans per Lluís VIII de França. Segons l'historiador Philippe Zalmen Ben-Nathan Sicart VI va aconseguir recuperar les seves terres a finals d'aquell mateix any. Tanmateix, una segona versió afirma que el vescomtat no va ser recuperat fins a l'any 1238, per mediació de la dona de Sicart.
Sicart VI de Lautrec va morir l'any 1235. Va ser enterrat a Lautrèc, al convent dels Cordeliers.

### Teories sobre el seu naixement
Segons una historiografia del segle XVII, Bertran I i el seu germà Sicart VI no eren fills de Frotard III de Lautrec, el qual hauria mort sense descendència, sinó d'Alix de Lautrec (germana de Frotard III) i Balduí de Tolosa, vescomte de Bruniquel i germà del comte Raimon VI de Tolosa. No obstant això, l'historiador Philippe Zalmen Ben-Nathan posa en dubta aquesta teoria. Basant-se en un arxiu més antic, de 1455. escrit per Miquel de Bernis, arxiver dels comtes de Foix, demostra que Frotard III de Lautrec és realment el pare de Sicart VI i Bertran I. Així ho confirmaria també el descobriment als arxius del Tarn d'una genealogia de la mateixa època que va en aquesta direcció.
Aquesta tradició segons la qual la família de Lautrec estaria lligada amb la casa de Tolosa ha deixat empremtes a la història, ja que unes generacions més tard, Pere III de Lautrec es farà anomenar Tolosa-Lautrec. Aquest nom es mantindrà, i la branca de Tolosa-Lautrec és l'última que queda avui. A més, el famós pintor Henri de Toulouse-Lautrec procedia d'aquesta branca.

## Núpcies i descendència
Sicart VI de Lautrec es va casar el 1220 amb Agnès de Mauvoisin (1201 - 1242), amb qui va tenir vuit fills. A la seva mort va deixar el vescomtat a quatre dels seus fills, la qual cosa implica una divisió considerable del patrimoni familiar:
- Pere II de Lautrec, covescomte del 1235 al 1267, va morir sense hereu
- Isarn IV de Lautrec, covescomte del 1235 al 1275
- Bertran II de Lautrec, covescomte del 1235 al 1290
- Amalric I de Lautrec, covescomte del 1235 al 1295
- Frotard IV de Lautrec
- Sicart VIII de Lautrec
- Gui de Lautrec, anomenat l'albigeso
- Beatriu de Lautrec, que es casa amb el poderós cavaller Sicart Alaman